# 吉田富彦
吉田 富彦（よしだ とみひこ）は、京都情報大学院大学の元教授である。専門分野は基幹業務システムである。

## 略歴
- 関西大学商学部卒業。
- SAP社認定コンサルタント（財務会計），Salesforce.com社認定コンサルタント（SFA）
- 京都情報大学院大学 教授

## 業績
- 長年、企業システム構築に携わり、プログラマ、SE、コンサルタントとして様々なシステム構築案件を経験。また技術者としてだけでなくプロジェクトマネージャとしても多くの経験を有す。[要出典]
- SAP技術者を多数育成[要出典]